# Prostitution en Islande
La prostitution en Islande prospère même si le fait de payer pour des relations sexuelles est illégal.
La police a déclaré qu'elle n'avait pas les ressources nécessaires pour faire appliquer la loi. En conséquence, un groupe de vigilance appelé Stóra systir (« Grande Sœur ») a été formé.
Un rapport publié en 2017 par le commissaire national de la police islandaise indique que la prostitution a « explosé » au cours des 18 mois précédents. La grande majorité des prostituées du pays sont étrangères. La police pense que la prostitution en Islande est en partie liée au crime organisé et à la traite des êtres humains. La police a également déclaré qu'il leur était actuellement difficile de lutter contre les soupçons de traite des êtres humains car les victimes présumées refusent souvent de coopérer avec la police et de témoigner ou de porter plainte.
Le pays est devenu une destination de tourisme sexuel. Selon la police, la prostitution a souvent lieu dans les appartements du centre-ville via des locations de type Airbnb.

## Histoire
Avant 2007, la vente de services sexuels était illégale: selon le 206e article du Code pénal islandais (almenn hegningarlög): "Quiconque se livre à la prostitution pour son propre entretien est passible d'une peine d'emprisonnement pouvant aller jusqu'à 2 ans". Ce paragraphe a été supprimé en 2007, car le «gouvernement soutient que la plupart des personnes qui sollicitent des relations sexuelles le font parce qu'elles n'ont pas d'autre choix ou parce qu'elles sont contraintes de se prostituer par d'autres. En rendant la sollicitation sexuelle légale, le gouvernement croit que les personnes qui ont été forcées de se prostituer préféreraient se manifester et conduire la police vers les responsables". Ce mouvement a été soutenu par des groupes de femmes à l'international.

## Modèle nordique
En avril 2009, le Parlement islandais a adopté une nouvelle législation rendant illégal le paiement contre relations sexuelles (le client commet un délit, mais pas la prostituée,,,). Un sondage de 2007 a montré que 70% des Islandais étaient en faveur de la criminalisation de l'achat de relations sexuelles. Il existe une différence marquée entre les opinions des hommes et des femmes; environ 83% des femmes sont favorables à une interdiction tandis que 57% des hommes sont favorables à une interdiction."
Le plan initial, élaboré par le ministre des Affaires sociales de l'époque, Ásta Ragnheiður Jóhannesdóttir, comprenait à la fois la prostitution et le striptease. Une interdiction des clubs de strip-tease en Islande est en place depuis 2010,. Jóhanna Sigurðardóttir, ancienne première ministre islandaise, a déclaré: "Les pays nordiques ouvrent la voie à l'égalité des femmes, reconnaissant les femmes comme des citoyennes égales plutôt que comme des marchandises à vendre." Le politicien derrière le projet de loi, Kolbrún Halldórsdóttir, a déclaré: "Il n'est pas acceptable que les femmes ou les personnes en général soient un produit à vendre." La loi est soutenue par les féministes islandaises. À l'échelle internationale, les féministes radicales, comme Julie Bindel, ont célébré l'interdiction comme une décision historique pour le féminisme. D'autres blogueurs n'étaient alors pas d'accord, arguant que cela pourrait conduire l'industrie à la clandestinité,. Les opinions féministes sur la prostitution varient - alors que toutes soutiennent la légalisation des actes de la prostituée, certaines soutiennent que les actes du client sont illégaux et d'autres non.

## Héritage
Il y a peu de sollicitation pour la prostitution de rue depuis l'entrée en vigueur de la loi. De nombreuses prostituées se sont lancées dans la publicité sur des sites de rencontres, bien que les sites aient pour politique de supprimer les profils suspects. Les travailleuses du sexe trouvent également des clients par le bouche à oreille. Les tribunaux islandais ont entendu 20 affaires liées à des accusations de prostitution depuis l'entrée en vigueur de la nouvelle loi. La plupart ont abouti à des condamnations, mais les peines sont légères et les noms de certains des coupables sont restés anonymes. La police islandaise affirme que le manque d'argent et de personnel les empêche d'appliquer rigoureusement la loi.

## Trafic sexuel
Un rapport américain conclut que l'Islande est un pays de destination et de transit pour les femmes victimes de trafic sexuel. Des femmes d'Europe de l'Est, des pays baltes et d'Amérique du Sud sont victimes de trafic sexuel, souvent dans les boîtes de nuit et les bars. Les trafiquants exploiteraient le régime sans visa dans la zone Schengen et dans l'Espace économique européen pour amener les victimes en Islande pendant une période pouvant aller jusqu'à trois mois et les faire sortir du pays avant de devoir s'enregistrer auprès des autorités locales.
L'article 227a du code pénal incrimine à la fois le trafic sexuel et le travail forcé et prévoit des peines allant jusqu'à 12 ans d'emprisonnement.
Le bureau du département d'État des États-Unis chargé de surveiller et de combattre la traite des personnes a rétrogradé le classement de l'Islande en 2017, d'un pays de niveau 1 à un pays de niveau 2.